# Dofamin
Dofamin — дебютный сольный мини-альбом украинской певицы Нади Дорофеевой, выпущенный 19 марта 2021 года на лейбле Mozgi Entertainment. Продюсером проекта выступил украинский музыкант Потап, который ранее продюсировал группу «Время и Стекло», в составе которой выступала Дорофеева.

## Предыстория и запись
В 2020 году стало известно о распаде коллектива «Время и Стекло», тогда же исполнительница объявила о начале сольной карьеры. Дорофеева участвовала в написании каждой песни на альбоме. Песня «vecherinka», по её словам, была написана ещё за два года до релиза. «zavisimost» стала первым треком, написанным непосредственно для альбома. Все песни певица попыталась объединить в одну историю — историю о любви и взаимоотношениях. В работе над альбомом принял Потап, а также Михаил Бусин, известный по работе с певицей Maruv.

## Релиз
Первым сольным синглом стал трек «gorit», который был выпущен 20 ноября 2020 года. Песня получила большую поддержку на радиостанциях Украины, России и стран СНГ, заняв места в первой десятке. Видеоклип на песню был снят Таней Муньо. Просмотры превысили отметку в 40 миллионов. Песня заняла первое место в чарте Apple Music Украины и удерживала лидерство в течение трёх недель подряд, она также возглавила iTunes и вошла в топ-100 мирового Shazam. 21 марта 2021 года певица представила второй сингл «a tebe…».
19 марта 2021 состоялся релиз альбома. Все 5 песен из него попали в первую десятку украинского отделения на таких стриминговых площадках как Apple Music, Spotify, YouTube Music. Live-видео к альбому собрало 1,5 млн просмотров на YouTube.
Название альбома — отсылка к фамилии певицы и нейромедиатору дофамину, отвечающему за чувство удовлетворения.

## Отзывы критиков
Данила Головкин в своей рецензии для издания InterMedia отметил, что данным альбомом певица демонстрирует музыкальный регресс, используя популярные шаблоны, вроде грустноватого трэп-попа, дип-хауса и дропов а ля Марув. Он также раскритиковал тексты песен, заявив, что они не несут за собой ничего и существуют исключительно потому, что Дорофеевой нужно что-то петь. Как итог — шесть баллов из десяти.

## Награды и номинации
| Год  | Награда       | Категория            | Номинант / Работа | Результат | Прим.        |
| ---- | ------------- | -------------------- | ----------------- | --------- | ------------ |
| 2021 | Премия Муз-ТВ | Лучшее женское видео | «gorit»           | Номинация | [ 9 ] [ 10 ] |

## Список композиций
| №                   | Название            | Автор(ы)                                                | Длительность |
| ------------------- | ------------------- | ------------------------------------------------------- | ------------ |
| 1.                  | «a tebe…»           | Надежда Дорофеева, Михаил Бусин                         | 2:40         |
| 2.                  | «gorit»             | Надежда Дорофеева, Алексей Потапенко, Владимир Кагарлык | 3:01         |
| 3.                  | «bam bam»           | Надежда Дорофеева, Михаил Бусин                         | 2:43         |
| 4.                  | «vecherinka»        | Надежда Дорофеева, Алексей Потапенко                    | 3:27         |
| 5.                  | «zavisimost»        | Надежда Дорофеева, Алексей Потапенко                    | 3:09         |
| Общая длительность: | Общая длительность: | Общая длительность:                                     | 15:02        |